# Ataque de Pánico!
Ataque de Pánico! ist ein Science-Fiction-Kurzfilm des uruguayischen Regisseurs Fede Álvarez aus dem Jahr 2009. Er handelt von einem Angriff überdimensionaler Roboter und außerirdischer Flugobjekte auf Montevideo.

## Inhalt
Ein kleiner Junge spielt in Montevideo auf einer Brücke mit Figuren, die wie Mini-Roboter aussehen, als sich der Himmel plötzlich verdunkelt und Flugobjekte und in Nebelschwaden gehüllte riesige kopflose Figuren auftauchen. Ein Autofahrer stoppt sein Auto, weil auf der Fahrbahn urplötzlich ebenfalls überdimensionale Figuren entlangmarschieren. In der Innenstadt von Montevideo filmt eine Frau die kopflosen sich nähernden roboterhaft voranschreitenden Wesen, während ein Reporter aufgeregt ins Mikrofon spricht. Ohne jede Vorwarnung entweicht aus den Riesenarmen der Fremdlinge ein Feuerstrahl und zerstört umliegende Gebäude, während sich am Himmel unzählige Flugobjekte zeigen. Die Menschen geraten nun endgültig in Panik und versuchen in alle Richtungen zu fliehen. Vom Militär versuchte Abwehrmaßnahmen verpuffen wirkungslos. Die Lage wird immer bedrohlicher, da nun auch die Flugobjekte in den Kampf eingreifen. Eine riesige Feuerwelle erfasst ganz Montevideo und lässt die Stadt in einem Feuerball ohnegleichen verglühen.

## Produktion

### Produktionsnotizen und Verbreitung
Es handelt sich um einen von Murdoc Films präsentierten Kurzfilm, eine Produktion von ParistexasCasaProductora, der Anfang November 2009 von Alvarez auf dem Videoportal YouTube veröffentlicht wurde und sich dort rasant verbreitete. Medienberichten zufolge betrugen die Produktionskosten nur 300 Dollar. Wie Alvarez dem britischen Nachrichtensender BBC berichtet, habe er bereits wenige Tage nach der Veröffentlichung E-Mails von Hollywoodstudios erhalten.
Modelliert wurden die Riesenfiguren von Mauro Rondan. Die Animation der Roboter und Raumschiffe erfolgte durch Fede Álvarez und Mauro Rondan. Das Design der Riesenfiguren und Raumschiffe oblag Fede Álvarez, Mauro Rondan und Pablo Turcatti. Für die Spezialeffekte zeichnete Aparato Post verantwortlich. Der größte Teil des Films wird begleitet von dem Musiktitel In the House – In a Heartbeat von John Murphy, den dieser für den Endzeit-Horror-Thriller 28 Days Later komponiert hatte. Die Dreharbeiten fanden in Montevideo in Uruguay statt.

### Veröffentlichung
Der Film wurde am 5. November 2009 in Uruguay veröffentlicht. In Russland wurde er unter dem Titel Приступ паники verbreitet, in den Vereinigten Staaten unter dem Titel Panic Attack!

## Kritik
Felix Vasquez schrieb auf der Seite Cinema Crazed, der Kurzfilm sei exzellent, da die außerirdische Bedrohung von Alvarez mit viel Mühe und ziemlich intensiv dargestellt werde. Fotografie und Regie seien makellos. Für ein Budget von nur 300 Dollar seien die Spezialeffekte absolut unglaublich und mit den Effekten des Science-Fiction-Films Independence Day vergleichbar.
Auch auf der Seite Dains Filmkritiken befand man, dass es eine erstaunliche Leistung sei, einen solchen Film mit einem solch geringen Budget zu drehen.
Mit seinem intensiven Realismus und sehr gut ausgeführten Spezialeffekten sei dieser Kurzfilm ein großartiges Beispiel für gutes Actionkino. Auch wenn man dieses Genre gemeinhin nicht möge, dieser kurze Film sei sehenswert, heißt es auf der Seite CinEuphoria.

## Nachwirkung

### Hollywoodverfilmung
Im Dezember 2009 erhielt Alvarez aufgrund der Popularität seines Kurzfilms einen Vertrag von Ghost House Pictures für eine 30 Millionen Dollar-Neuverfilmung seines Kurzfilms. Der Regisseur Sam Raimi war von Anfang an eingebunden in dieses Projekt. Der aus dieser Zusammenarbeit resultierende Film ist der Horrorfilm Evil Dead von 2013, der vierte Film in der Evil-Dead-Filmreihe, der Bezug nimmt auf Sam Raimis Horrorfilm The Evil Dead aus dem Jahr 1981. Weltweit spielte der Film circa 97 Millionen US-Dollar ein bei einem Budget von 17 Millionen US-Dollar. Daran schloss sich 2016 eine weitere amerikanische Produktion unter Alvarez’ Regie an, der Horrorfilm Don’t Breathe, der 2019 eine Fortsetzung erhalten soll.

### Analogie
Eine ähnliche Erfolgsgeschichte erlebte Neill Blomkamps Kurzfilm Alive in Joburg, der zur Produktion des Science-Fiction-Kinofilms District 9 führte.